# Катастрофа Ил-62 в Раменском
Катастрофа Ил-62 в Раменском — авиационная катастрофа, произошедшая в четверг 25 февраля 1965 года в аэропорту Раменское (Жуковский, Московская область) с первым лётным прототипом Ил-62, при этом погибли 10 человек. Первое происшествие с участием Ил-62.

## Самолёт
Ил-62 был последним самолётом, разработанным при непосредственном участии авиаконструктора С. В. Ильюшина. 4 ноября 1961 года на заводе № 240 был изготовлен планер первого прототипа (заводской номер — 30001), который затем был оборудован двигателями АЛ-7П и получил бортовой номер CCCP-06156. 24 сентября 1962 года новый авиалайнер был впервые представлен первому секретарю ЦК КПСС Никите Хрущёву. С 19 декабря того же года самолёт начал совершать «пробные пробежки» на земле, а 2 января 1963 года состоялся его первый полёт.

## Катастрофа
25 февраля 1965 года самолёту предстояло выполнить испытательный полёт по маршруту Москва (Раменское) — Ташкент — Ашхабад. Для борта 06156 это был уже 127-й полёт. Пилотировал его экипаж из 17 человек, состоящий из лётчиков и инженеров-испытателей завода № 240. Командиром экипажа был лётчик-испытатель 1-го класса Липко А. С.. На борт был загружен балласт, из-за чего взлётная масса была близка к максимальной. Но во время взлёта, вероятно, произошёл помпаж или потеря тяги в одном или двух двигателях. Оторвавшись от полосы на небольшой скорости и больших углах атаки, лайнер едва успел подняться на 3—4 метра, как врезался в железобетонное ограждение аэродрома, после чего упал на землю и разрушился. Всего на борту было 17 человек, выжило 7.

## Последствия
В катастрофе погибли 10 человек:
- А. С. Липко — командир экипажа
- В. Ф. Воскресенский — штурман-испытатель
- И. Б. Кюсс — бортинженер
- Л. В. Краснопевцев — бортинженер
- Н. К. Беляев — бортрадист
- С. С. Декаленков — ведущий инженер
- Н. В. Буров — авиатехник
- Б. Я. Михеев — авиатехник
- И. П. Курчиков — инженер
- П. В. Казаков — ведущий инженер

Погибшие похоронены на Ваганьковском кладбище, за колумбарием (25 уч.).
В 1983 году бортовой номер СССР-06156 был присвоен только что построенному вертолёту Ми-8МТ (заводской номер — 93395).